# Michel Serfati
Pour les articles homonymes, voir Serfati.
Ne doit pas être confondu avec Michel Serfaty.
Michel Serfati, né le 30 septembre 1938 et mort le 30 septembre 2018 à Paris, est un mathématicien, philosophe et historien des sciences français.

## Biographie
Michel Serfati est docteur en mathématiques de l'Université Pierre-et-Marie-Curie (1972), agrégé de mathématiques (1974) et docteur en philosophie de l'Université Panthéon-Sorbonne (1997). Sa thèse de philosophie a été dirigée par Jacques Bouveresse. Il est responsable d'un séminaire d'épistémologie et d'histoire des idées mathématiques de l'IREM de Paris, qui a lieu à l'Institut Henri-Poincaré, ainsi que de colloques et de diverses revues. 
Il a occupé la chaire de topologie et de calcul différentiel à l'ENSAE, puis a été professeur de chaire supérieure en classes préparatoires au Lycée Carnot et au Lycée Raspail. Il a aussi été chargé de cours à l'Université Panthéon-Sorbonne et chercheur associé à l'Université Paris-Diderot et à l'École polytechnique. 
Il a publié plusieurs ouvrages d'histoire des sciences et a dirigé en particulier le recueil intitulé De la méthode (2002, réédition en 2011).
Il meurt le 30 septembre 2018 à l'âge de 80 ans,. 
Des lectures et des journées d'études ont eu lieu en son hommage à l'Institut Henri-Poincaré,, en présence notamment de Catherine Goldstein.

## Sélection de publications
- Descartes et Schooten, les aventures d’une division difficile, Images des mathématiques, 2014.
- De la méthode, seconde édition, revue et augmentée, Presses universitaires Franc-Comtoises, Besançon, 2011.
- Mathématiciens français du XVIIe siècle : Pascal, Descartes, Fermat, avec Dominique Descotes, Clermont-Ferrand, Presses universitaires Blaise Pascal, 2008.
- La révolution symbolique, la constitution de l'écriture symbolique mathématique, Paris, Pétra, 2005.
- De la méthode, première édition, Presses universitaires Franc-Comtoises, Besançon, 2002.
- Mathématiques et physique leibniziennes, première partie, avec Michel Blay, Revue d’histoire des sciences, 2001.
- La recherche de la vérité, A.C.L., Paris, 1999.
- Pour Descartes, IREM, Centre d'études cartésiennes, Revue d'histoire des sciences, 1998.
- La constitution de l'écriture symbolique mathématique, thèse de doctorat en philosophie, Université Panthéon-Sorbonne, 1997.
- Quadrature du cercle, fractions continues, et autres contes, sur l'histoire des nombres irrationnels et transcendants aux XVIIIe et XIXe siècles, éditions de l’Association des professeurs de mathématiques de l'enseignement public, Paris, 1992.
- Fragments d'histoire des mathématiques : à travers le problème de la résolution des équations algébriques, émergence du concept de groupe, 1981.
- Pseudo-inverses d'endomorphismes d'espaces vectoriels strictement convexes, thèse de doctorat d’État en mathématiques.
- Contribution à l'étude des matrices booléennes et postiennes, thèse de doctorat en mathématiques, Université Pierre-et-Marie-Curie, 1972.